# On/Offの秘密
『On/Offの秘密』（オン・オフのひみつ）は、日本テレビで2010年10月23日から同年12月25日まで毎週土曜日の22:55 - 23:00（JST）に放送された関東ローカルのミニドキュメンタリー番組である。ロゴ上では『ON/OFFの秘密』と表記されている。
ユニリーバの「POND'S」の一社提供。

## 概要
- ON（オン）とOFF（オフ）をテーマにして、毎日の生活の「オンとオフの切り替え」や「支えになる言葉」を語る。
- 宝塚歌劇団の89期生の各組男役スターが1名ずつ選抜され、週替わりで出演する。
- 出演者は、POND'Sのキャンペーンキャラクターも務めており、POND'Sのキャンペーン活動が連動して展開される予定で、番組内では彼女たちが出演するPOND'Sのコマーシャルも合わせて放送されている。
- 系列局では、唯一読売テレビが、『秘密のケンミンSHOW』の直前番組『まもなく!秘密のケンミンSHOW』の後番組扱いでかつ遅れネットではあるものの放送してきたが、2010年12月2日放送分で一旦休止、同年12月16日より再び『まもなく!秘密のケンミンSHOW』を再開した。残りの3回分については、年明けの2011年1月13日から同年1月27日の3週に渡って放送した[1]。

## ネット局・放送時間
| 放送対象地域 | 放送局            | 系列           | 放送曜日・放送時間 | 備考                                                         |
| ------------ | ----------------- | -------------- | ------------------ | ------------------------------------------------------------ |
| 関東広域圏   | 日本テレビ（NTV） | 日本テレビ系列 | 土曜 22:55 - 23:00 | 番組製作局                                                   |
| 近畿広域圏   | 読売テレビ（ytv） | 日本テレビ系列 | 木曜 20:55 - 21:00 | 第6回までは5日遅れ、 第7・8回は40日遅れ、 最終回は33日遅れ。 |

関東広域圏の放送時刻は上記の通り22:55（正式開始時刻は22:56:30）だが、特番の時間次第で『美しき躍動』が22:55（通常は21:55）開始の時は、22:57に繰下げていた（正式開始時刻も同じ）。なお最終回も22:57開始だった。

## 出演者
- 望海風斗（花組）
- 明日海りお（月組）
- 蓮城まこと（雪組）
- 美弥るりか（星組）
- 凪七瑠海（宙組）

※配属組は当時のもの
| 回 | 放送日（日本テレビ） | 放送日（読売テレビ） | 出演者                           |
| -- | -------------------- | -------------------- | -------------------------------- |
| 1  | 2010年10月23日       | 2010年10月28日       | 望海風斗                         |
| 2  | 2010年10月30日       | 2010年11月4日        | 明日海りお                       |
| 3  | 2010年11月6日        | 2010年11月11日       | 蓮城まこと                       |
| 4  | 2010年11月13日       | 2010年11月18日       | 美弥るりか                       |
| 5  | 2010年11月20日       | 2010年11月25日       | 凪七瑠海                         |
| 6  | 2010年11月27日       | 2010年12月2日        | 望海風斗・明日海りお             |
| 7  | 2010年12月4日        | 2011年1月13日        | 蓮城まこと・美弥るりか・凪七瑠海 |
| 8  | 2010年12月11日       | 2011年1月20日        | 望海風斗・明日海りお             |
| 9  | 2010年12月25日       | 2011年1月27日        | 蓮城まこと・美弥るりか・凪七瑠海 |

## スタッフ
- 制作協力：AX-ON
- 製作著作：日本テレビ